# Rosemont (Kalifornia)
Rosemont – jednostka osadnicza w Stanach Zjednoczonych, w stanie Kalifornia, w hrabstwie Sacramento.